# Encarsia tricolor
Encarsia tricolor är en stekelart som beskrevs av Förster 1878. Encarsia tricolor ingår i släktet Encarsia, och familjen växtlussteklar. Arten är reproducerande i Sverige.